# Eton Wall Game

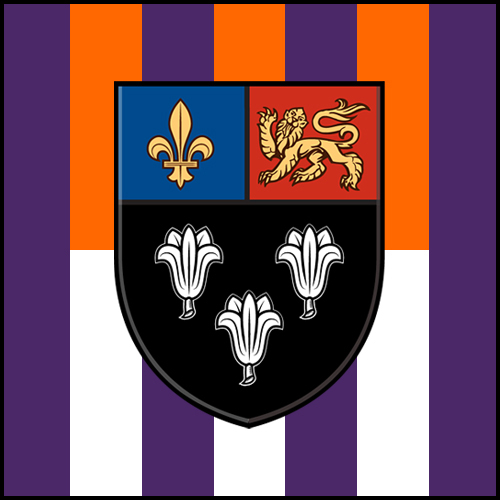
Wappen des Mauerspiels

Das Eton Wall Game ist eine Ballsportart, die am britischen Eton College entwickelt wurde und ausschließlich dort gespielt wird. Es wird auf einem 110 Meter langen und 5 Meter breiten Spielfeld entlang einer im Jahr 1717 erbauten Ziegelsteinmauer gespielt.
Als traditionell wichtigstes Spiel des Jahres gilt das alljährlich am St. Andrew's Day stattfindende Match zwischen den Collegers, der Auswahl der King’s Scholars, und den Oppidans, der Auswahl aus allen anderen Schülern der Schule.

## Geschichte

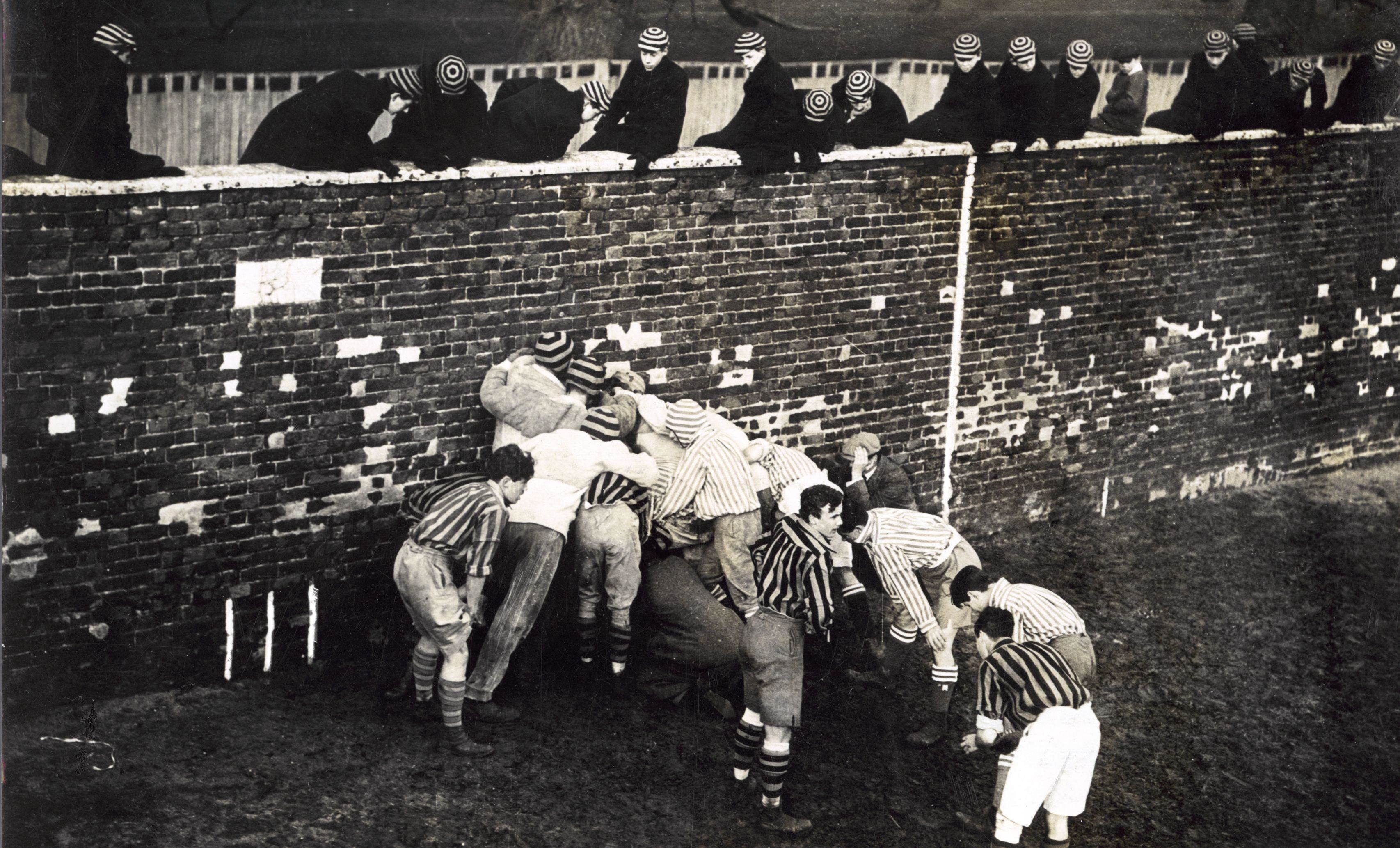
Eton Wall Game (1913)

Eine erste Erwähnung des Eton Wall Games erfolgte 1766; es ist aber wahrscheinlich, dass das Spiel schon vorher entstanden ist. Das Spiel ist im Rahmen einer frühen Entwicklungsphase des modernen Fußballs entstanden und ist eines der wenigen Ballspiele dieser Phase, die noch heute gespielt werden; auch das Eton Field Game, das ungefähr zur gleichen Zeit entstand und dem Wall Game ähnlich ist, gehört zu diesen Ballspielen.
Henry VI. gründete das Eton College 1440–1441 als Internat für 25 Kinder armer Familien und erhöhte die Anzahl der Schüler im Jahr 1443 auf 70. Im 18. Jahrhundert wurden die Public Schools beim (Land-)Adel und bei Angehörigen der freien Berufe immer beliebter, sodass nur noch 70 Stipendiaten, die die Collegers genannt werden, Eton besuchen konnten. Bis 1780 waren die Public Schools in England Einrichtungen der Oberklasse geworden. Die Anzahl der Collegers ist bis heute gleich geblieben; die restlichen Schüler der ungefähr 1.300 starken Schülerschaft, die Gebühren für den Schulbesuch zahlen, werden Oppidans genannt. Diese Bezeichnungen setzten sich auch für die beiden Mannschaften des Eton Wall Game durch.
Der Wandel in der Zusammensetzung der Schülerschaft vollzog sich durch alle damals sieben als Public Schools geltenden Einrichtungen: Charterhouse, Eton, Harrow, Rugby, Shrewsbury, Westminster und Winchester. Die Änderung der Zusammensetzung der Schülerschaft führte zu Problemen mit der Lehrerschaft: die Jungen als Angehörige der Oberklasse wollten die Autorität der Lehrer aus niedrigeren Schichten nicht akzeptieren und übernahmen die Führung der Schulen; die Public Schools wurden damit Einrichtungen der Selbstkontrolle und -regulierung. Es regierte das Prinzip der Machtausübung der Älteren/Stärkeren über die Jüngeren bzw. Schwächeren. Durch die Internatsform wurde dieses System nicht nur in, sondern auch außerhalb der Klassenräume gelebt.
Der Sportsoziologe Eric Dunning sieht einen engen Bezug zwischen der Einführung und Weiterentwicklung der jeweiligen Fußballspiele an den sieben Public Schools mit den sozialen Strukturen, die jeweils an den Schulen, aber auch außerhalb herrschten. Diese Fußballspiele gelten als Vorläufer des modernen Fußballs. Fußball stand in der Hierarchie der Sportarten in England auf der untersten Stufe und wurde der Arbeiterklasse zugeordnet. Die sieben Public Schools entwickelten deshalb in der Mitte des 18. Jahrhunderts ihre eigenen Fußballspiele aus den teilweise seit Jahrzehnten existierenden, eher wilden und regellosen Ballsportarten heraus. Da es seinerzeit keine sportlichen Wettbewerbe oder sonstigen Austausch zwischen den Schulen gab, entwickelte jede dieser Schulen ihr eigenes Mannschaftsspiel unter Berücksichtigung lokaler Besonderheiten (wie die Mauer in Eton) und sozialer Strukturen. Manche dieser Spiele haben bis heute überlebt. Dazu zählen aus Eton das Wall Game und das Field Game und aus dem ursprünglichen Fußballspiel der Rugby School entwickelte sich das moderne Rugby.
Macnaghten sieht den Grund für die Entwicklung eines Wall Games in der Einschränkung des eigentlichen Fußballspieles durch eine Mauer, die das Spielfeld an einer Seite eingrenzt. Dadurch, dass bei einem Spiel, in dem der Ball mit den Füßen geschossen wird, dieser Ball unweigerlich regelmäßig an die Wand geschossen wird und davon wieder abprallt, findet auch ein Großteil des Spieles an dieser Wand/Mauer statt. Macnaghten sieht die Begrenzung des Spielfeldes auf fünf Meter als logisches Ergebnis daraus.
Im 18. Jahrhundert wurde das Eton Wall Game noch weitgehend ohne detaillierte Regeln gespielt, es galt als raues und brutales Spiel. Es gab weder Regeln zur Spielzeit noch zur Mannschaftsstärke. Lehrer lehnten das Fußballspiel ab und hätten es gerne verboten, hatten dazu aber aufgrund ihrer fehlenden Autorität keine Möglichkeit. Die Stärkeren entschieden, wann und wie gespielt wurde. Erst mit der Zeit, als die Zustände die Politik erreicht hatten und Reformen der Public Schools gefordert worden waren, kam es auch zu weiteren Regulierungen der Fußballspiele. Anfang des 19. Jahrhunderts wurde die Reformierung eingeleitet, wobei aber die Formen der Selbstregulierung und auch der Möglichkeit der Machtausübung der Stärkeren nicht vollständig abgeschafft wurden, da sie als notwendige Instrumente der Eliten-Ausbildung angesehen wurden. Damit das Lehrpersonal seine Beziehung zu den Schülern verbessern konnte, wurden unter anderem die Fußballspiele in das offizielle Schulleben integriert. Mannschaftssportarten galten als Möglichkeit der Kommunikation mit den Schülern und als Mittel zur Charakterbildung. Damit einher ging eine Regulierung, die unter anderen die Forderung der Schulleiter an die Schüler nach einer schriftlichen Hinterlegung überarbeiteter Regeln beinhalteten. Zwischen 1845 und 1862 formulierten alle sieben Public Schools ihre Regeln schriftlich; die Regeln des Eton Wall Game bestehen seit 1849 schriftlich und existieren heute in ihrer 16. Auflage, die 2001 erstellt wurde. Außerdem wurde erstmals eine Saison für das Fußballspiel festgelegt, die an den Schulen überwiegend in den Herbst- bis Frühjahrs-Terms liegen. In Eton wird das Wall Game ausschließlich im sogenannten Michaelmas- (September bis Dezember) und im Lent- (Januar bis Ostern) Trimester gespielt. Höhepunkt ist jährlich seit 1844 das Spiel der Collegers gegen die Oppidans am St Andrews Day, das auch von Zuschauern von außerhalb gut besucht wird. Dieses Spiel wurde ursprünglich am 30. November, dem Andreastag (dtsch. für St. Andrews Day) gespielt. Inzwischen ist der St Andrews Day der offizielle Tag für die Eltern, an dem verschiedene Aktionen stattfinden. Seit seiner Einführung wird das Wall Game an diesem Tag, der jährlich an einem Samstag Ende November stattfindet, gespielt. Während des Lent-Terms haben dann jüngere Schüler die Gelegenheit, das Wall Game zu spielen.
Parallel dazu fand der Fußball Mitte bis Ende des 19. Jahrhunderts auch in der allgemeinen Gesellschaft weite Verbreitung. Es wurden Organisationen gegründet und Regeln entworfen, die nationale Anwendung finden sollten.
Das Eton Wall Game war lange Zeit eine reine Männerdomäne. Das erste Frauen-Wall-Game wurde am 15. Juli 2005 gespielt.

## Spielfeld

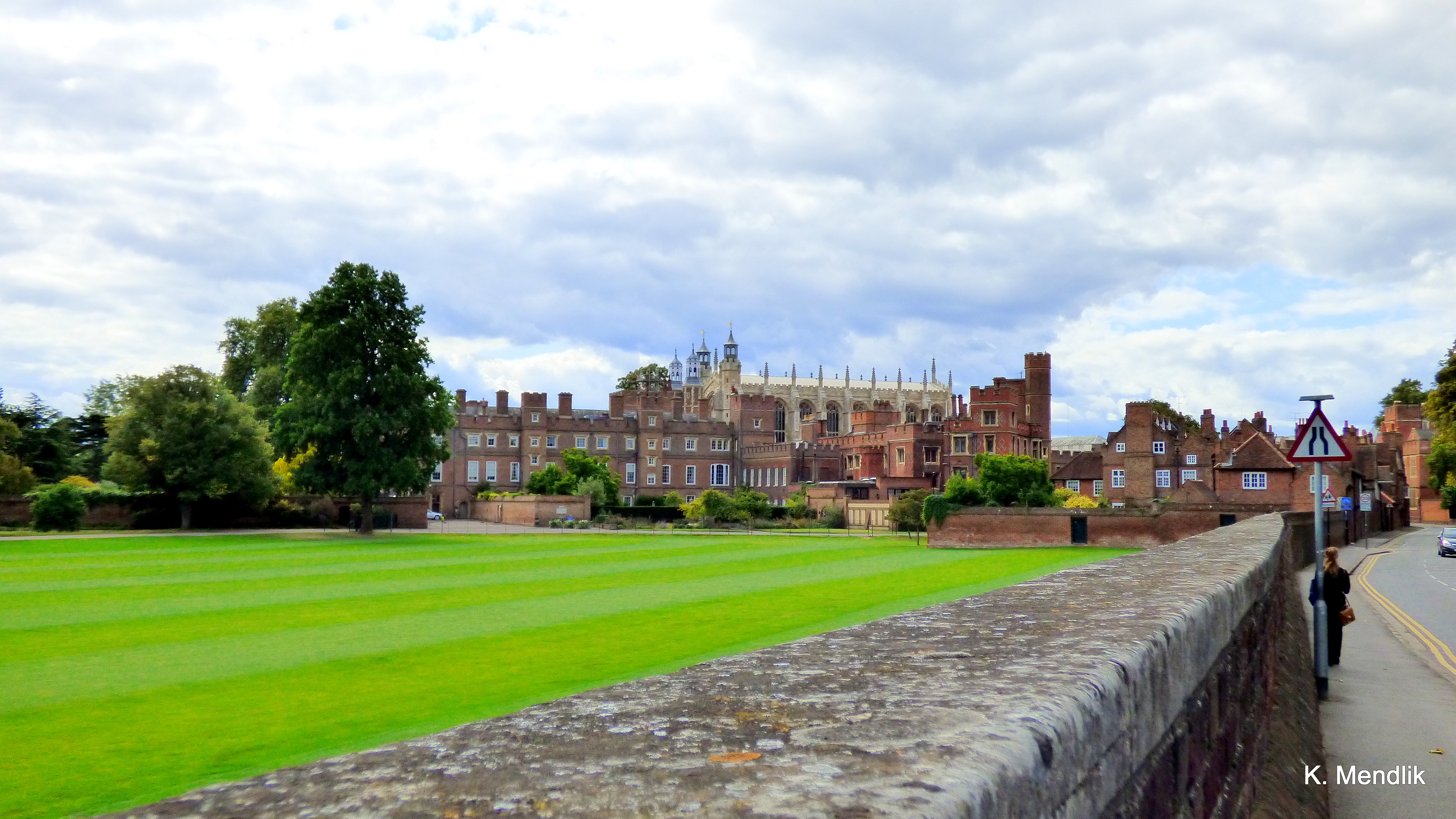
Im Vordergrund die Mauer, nach der das Spiel benannt ist. Hinten erkennt man die Gartenmauer, die während des Eton Wall Game als Verlängerung des Spielfeldes gilt mit der (rechten) Tür, die eines der beiden Tore darstellt.

Das Eton Wall Game wird auf einem 5 Meter breiten Spielfeld („The Furrow“, dtsch. die Senke, die [Acker-]furche) gespielt, das sich 110 Meter entlang einer Ziegelsteinmauer („The Wall“) erstreckt. Die Mauer wurde 1717 erbaut und trennt die Fläche, auf der sich früher die Sportplätze des Eton Colleges befanden, von der parallel verlaufenden Slough Road. An den beiden Enden des Spielfeldes befinden sich die beiden Tore; eine Gartentür in einer angrenzenden Mauer auf der einen (die Tür führt in den Garten eines Lehrers) und ein markierter Punkt an der anderen Seite. An der Stelle dieses Punktes stand ursprünglich eine Ulme, die jahrzehntelang als Tor gedient hatte. Vor den beiden Toren befindet sich die Calx genannte Zone. Dabei wird die Zone im Mauerbereich der Gartentür Good Calx, die an der anderen Seite Bad Calx genannt. Die Bezeichnung Calx ergibt sich aus der lateinischen Bezeichnung für Kreide, mit der ursprünglich die Markierungen für diese Spielfeldzone gezeichnet wurden. Tore können nur aus der Calx heraus erzielt werden.
Zuschauerplätze gibt es hinter einem Absperrseil, das parallel zur Mauer gespannt wird. Ein Teil der Eton-Schüler sitzt während des Spiels auf der Mauer.

## Spielablauf

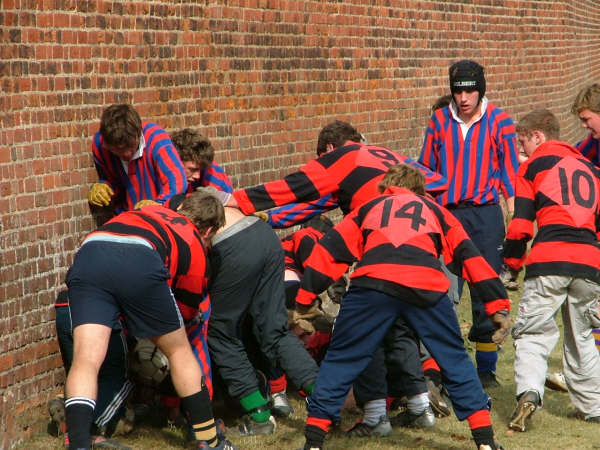
Eton Wall Game (2005)

Ziel des dem Rugby Union ähnlichen Spiels ist es, den Ball zum gegnerischen Ende des Spielfelds zu befördern. An den beiden Enden der Mauer befinden sich jeweils die Tore (engl. „goals“): ein Gartentor an dem einen Ende und ein Baum an dem anderen Ende des Spielfelds. Vor diesen Toren befindet sich die „Calx“ genannte Endzone. In dieser Zone kann ein Spieler der angreifenden Mannschaft einen „Shy“ erzielen, indem er den Ball dort mit Hilfe seiner Füße und Beine an der Mauer vom Boden abhebt und ein Teamkamerad ihn anschließend, ebenfalls innerhalb der Calx mit der Hand berührt und „got it“ ruft. Ein Shy wird mit einem Punkt bewertet. Wenn der Schiedsrichter den Punkt gibt, hat die angreifende Mannschaft die Möglichkeit, ein Goal zu erzielen, indem sie den Ball gegen eines der zwei vorgegebenen Ziele wirft:  Für diese Leistung gibt es neun Punkte. Ein Spieler kann auch aus dem laufenden Spiel heraus ein Goal mit dem Fuß erzielen, wenn er eines der zwei Ziele trifft; dafür gibt es fünf Punkte.
Das Spiel geht über zwei Halbzeiten von je 25 Minuten mit einer Halbzeitpause von 5 Minuten. Die Halbzeiten verlängern sich, wenn der Ball sich nach dieser Zeit in der Calx befindet.
Viele Spiele enden mit 0:0. Goals sind sehr selten, sie treten etwa einmal pro Jahrzehnt auf; beim St. Andrew's-Spiel wurde das letzte Mal im Jahre 1909 ein Goal erzielt. Shys dagegen werden häufiger erzielt.
Das Spiel selbst entwickelt sich nur sehr langsam („inch-by-inch“), denn es findet zu weiten Strecken in einem Pulk, dem sogenannten bully, statt, in dem ein Spieler den Ball unter sich begräbt und seine Teamkameraden wie auch die Gegner versuchen, den Ball aus dem bully zu lösen und in die Richtung des jeweiligen Torbereiches zu bringen.
Prominente frühere Spieler des Mauerspiels waren unter anderen Premierminister Boris Johnson, der ehemalige Premierminister Harold Macmillan und der Schriftsteller George Orwell. Auch Prinz Harry nahm im Jahr 2001 an einem Match des Mauerspiels teil, was auf ein großes Medienecho stieß.